# Droga krajowa nr 400 (Węgry)
Droga krajowa nr 400 (węg. 400-as főút) – droga krajowa w komitacie Pest w środkowych Węgrzech. Droga stanowi dawny odcinek drogi nr 4, sprzed wybudowania obwodnicy wokół miast Vecsés i Űllő. Długość - około 10 km. Przebieg: 
- Vecsés – skrzyżowanie z drogą 4
- Üllő – skrzyżowanie z drogą 4